# Arum pictum
Arum pictum är en kallaväxtart som beskrevs av Carl von Linné d.y.. Arum pictum ingår i Munkhättesläktet och i familjen kallaväxter. Inga underarter finns listade.

## Bildgalleri

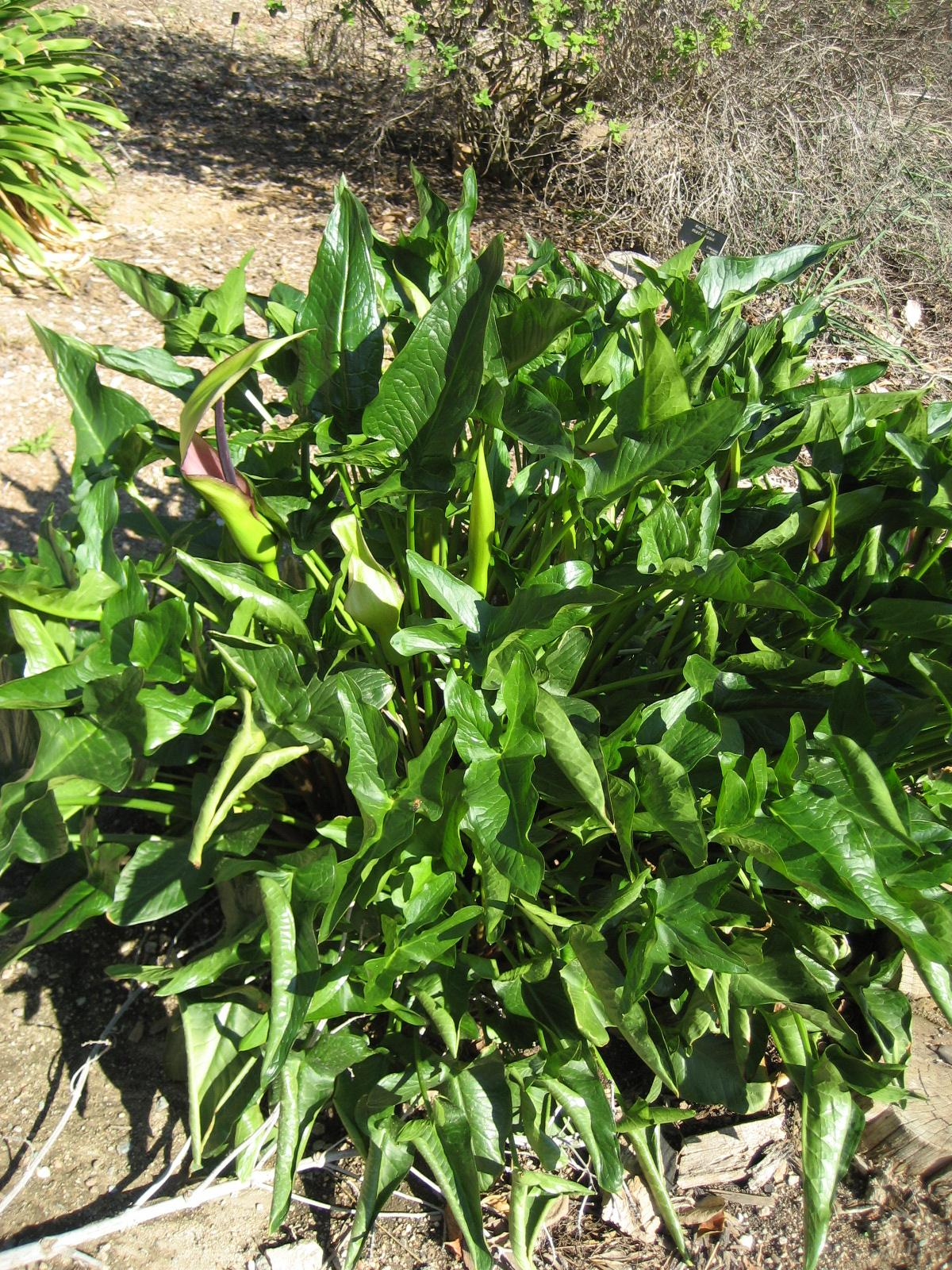
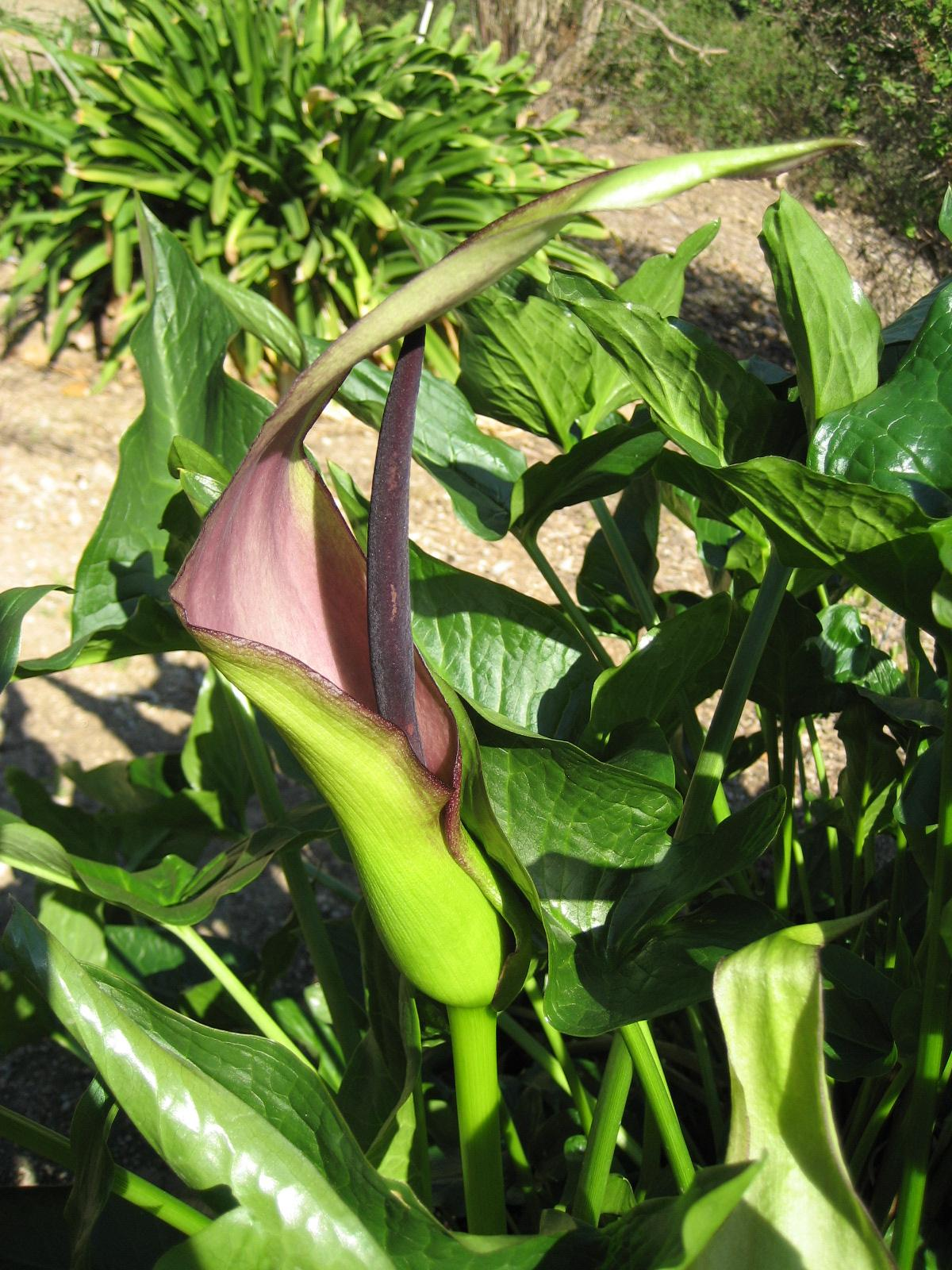